# Rifargia brunnipennis
Rifargia brunnipennis är en fjärilsart som beskrevs av William James Kaye 1922. Rifargia brunnipennis ingår i släktet Rifargia och familjen tandspinnare. Inga underarter finns listade.